# 암토케팔레

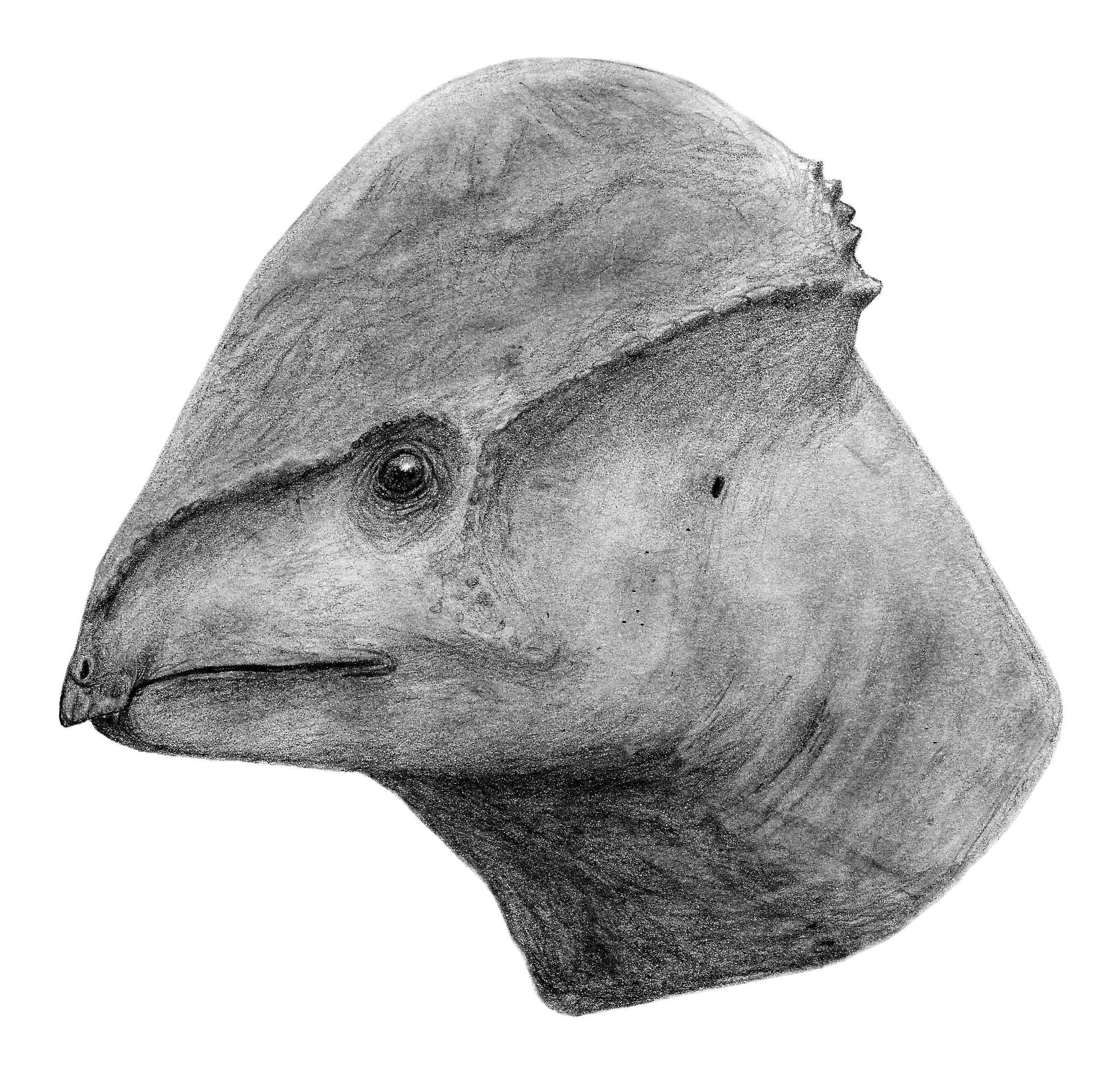

암토케팔레(Amtocephale 암트가이의 머리라는 의미)는 후두류 공룡의 한 속으로 이른 백악기 후기 (튜론절에서 산토니아절) 에 몽골의 고비 사막 남부 퇴적층에서 발견되었다.
암토케팔레의 완모식표본은 몽골 과학원의 몽골 고생물학 센터에 소장되어 있는 MPC-D 100/1203으로 거의 완전한 아성체의 전두-두정골 돔이다. 이 표본은 암트가이 지역의 바인셔 층 (Baynshire Formation)에서 발견되었다. 마히토 와타베, 키시가우 속트바타르, 그리고 로버트 M. 설리반에 의해 2011년에 암토케팔레라고 명명되었고, 모식종은 암토케팔레 고비엔시스(Amtocephale gobiensis)이다. 속명은 발굴지역인 암트가이의 이름과 머리라는 의미의 그리스어 케팔레 (κεφαλή, kephale)를 조합한 것이다. 종명은 고비사막에서 온 것이다.
전두-두정골 돔은 앞쪽의 전두골과 뒤쪽의 두정골이 합쳐진 것으로 길이 53.2 밀리미터에 최대 두께 19 밀리미터이다. 돔의 길이에서 두정골이 41%를 차지해 그 비율이 매우 큰 편이다.
암토케팔레는 파키케팔로사우루스과에 속하며 아마도 가장 오래된 후두류인 것으로 보이는데 이것은 해당 지층의 정확한 연대에 따라 달라질 수 있다.